# Chikila
Chikila är ett släkte av groddjur som är ensam i familjen Chikilidae som i sin tur ingår i ordningen maskgroddjur. Släktet bildades 2012 genom sammanslagning av en tidigare känd art, Chikila fulleri (listades innan till släktet Gegeneophis eller Herpele), och tre nyupptäckta arter.
Dessa maskgroddjur förekommer i nordöstra Indien och kanske i angränsande regioner av Bangladesh och Myanmar. De blir upp till 10 cm lång, har underutvecklad syn och deras huvud är anpassat för att gräva i marken.
Undersökningar av arternas DNA tyder på att de hade en gemensam anfader med arterna från familjen Herpelidae som förekommer i Afrika. Uppdelningen skedde enligt studien för 140 miljoner år sedan under äldre krita.
De beskrivna arterna är:
- Chikila alcocki (Kamei et al., 2013)
- Chikila darlong (Kamei et al., 2013)
- Chikila fulleri (Alcock, 1904)
- Chikila gaiduwani (Kamei et al., 2013)